# 塔法利亚
塔法利亚（西班牙語：Tafalla）是西班牙纳瓦拉的一个市镇。总面积98平方公里，总人口10274人（2001年），人口密度105人/平方公里。